# Micrispa moultoni
Micrispa moultoni es una especie de insecto coleóptero de la familia Chrysomelidae.
Fue descrita científicamente en 1910 por Gestro.